# Кућа Вукотића на Цетињу
Кућа Вукотића, или Квадратна кућа, саграђена је 1910. године на Цетињу, са одликама раног кубизма, и то од армираног бетона, свега седам година од почетка његове примене уопште. Рађена под утисцима авангардног правца с почетка 20. века, засигурно и представља споменик модерне уметности грађења у Црној Гори. Дело је инжењера Јована Магуљаниа. Као што јој сведочи име, коцка је геометријски основ, а простор је симетрично распоређен. Налази се у Његошевој улици, бр. 97.

## Опште информације
Изграђена је у армираном бетону само неколико година после куће Огиста Переа у Паризу, прве куће изграђене у свету применом армиранога бетона у архитектури. О њој архитекта Урош Мартиновић каже:  „Представља најдрагоценији прилог југословенске архитектонске праксе ризници епохе европске модерне архитектуре”.
Представља дело које је својом једноставношћу облика без декоративности весник савремене архитектуре изражен у покрету пуризма који је тек био у зачетку у европској архитектури. Одликује се са строгом симетријом, рационалног сажимања изгледа, модуларности основе и конструкцијскога склопа. Док се прилази објекту, његова спољашњост делује једноставно с јединственим просторима и ликовним елементима и преноси информацију о изузетној сређености.
Побуђује интересовање да се ради о објекту најављених промјена. Оно заслужује посебан осврт, више него досад, јер је значајно за грађевинско наслеђе.